# عثمان غشاش
عثمان حسين علي غشاش (أبو لؤي؛ وُلد في 24 يناير 1938 في قلقيلية– تُوفي في 23 ديسمبر 2008 في نابلس) سياسي وبرلماني فلسطيني، كان عضوًا في المجلس التشريعي الفلسطيني الأول بين عامي 1996 و2006، بعدما ترشح في الانتخابات العامة الفلسطينية عام 1996 بصفة مستقل في دائرة محافظة قلقيلية وحصل على 5,420 صوتًا.